# Пінакотека Амброзіана
Пінакотека Амброзіана (італ. Pinacoteca Ambrosiana) — художній музей в Мілані, Італія, заснований 1618 року. Пінакотека названа на честь святого Амвросія Медіоланського, покровителя Мілану. Палаццо дель Амброзіана, названий на честь святого, вміщує і музей, і Амброзіанську бібліотеку, в управлінні якої є музей.

## Історія
Історія музею починається з кардинала Федеріко Борромео (1564−1631), архієпископа Міланського, який в 1618 році передав Амброзіанській бібліотеці своє приватне зібрання з більш ніж 250 картин, скульптур та малюнків відомих ломбардійських, римських та венеціанських митців. Відповідно до побажань кардинала колекція повинна була слугувати мистецькому навчанню молодих митців в художній школі «Accademia Ambrosiana», яку він відкрив через три роки.
Першим директором Академії та її мистецького зібрання став художник, скульптор та архітектор Джованні Баттіста Креспі ( 1573−1632), чиїми учнями були Даніеле Креспі (1597−1630), Джуліо Чезаре Прокаччіні (1574−1625), Пєр Франческо Маццукеллі (відомий як Il Morazzone; 1573−1626) та Карло Франческо Нуволоне (1609–1662).

## Колекція музею
Сьогодні зібрання музею експонується в 24 залах та включає роботи майстрів з XIV до початку XX ст. П'ять залів вміщують роботи з колекції кардинала Борромео.
Решта зібрання також складається переважно з донацій приватних колекціонерів; тут і єдиний, що зберігся, картон для «Афінської школи» Рафаеля, гіпсові зліпки Лаокоона та «П'єта» Мікеланджело з зібрання скульптора Леоне Леоні (1509−1590), а також картини Сандро Боттічеллі, Брамантіно, Франческо Аєц, Джандоменіко Т'єполо та Тіціан.
Найбільш популярними картинами пінакотеки є «Портрет музиканта» Леонардо да Вінчі та «Фруктовий кошик» Караваджо.
З історичної точки зору цікавим є зібрання робочих копій відомих картин, які були подаровані Федеріко Борромео з навчальною метою, наприклад сувій з копією Тайної вечері Леонардо да Вінчі. Оригінал цієї роботи — всесвітньо відома фреска 1498 року в трапезній домініканського монастиря Санта Марія делле Ґраціє в Мілані вже з початку XVII ст. перебувала у поганому стані.

З колекції
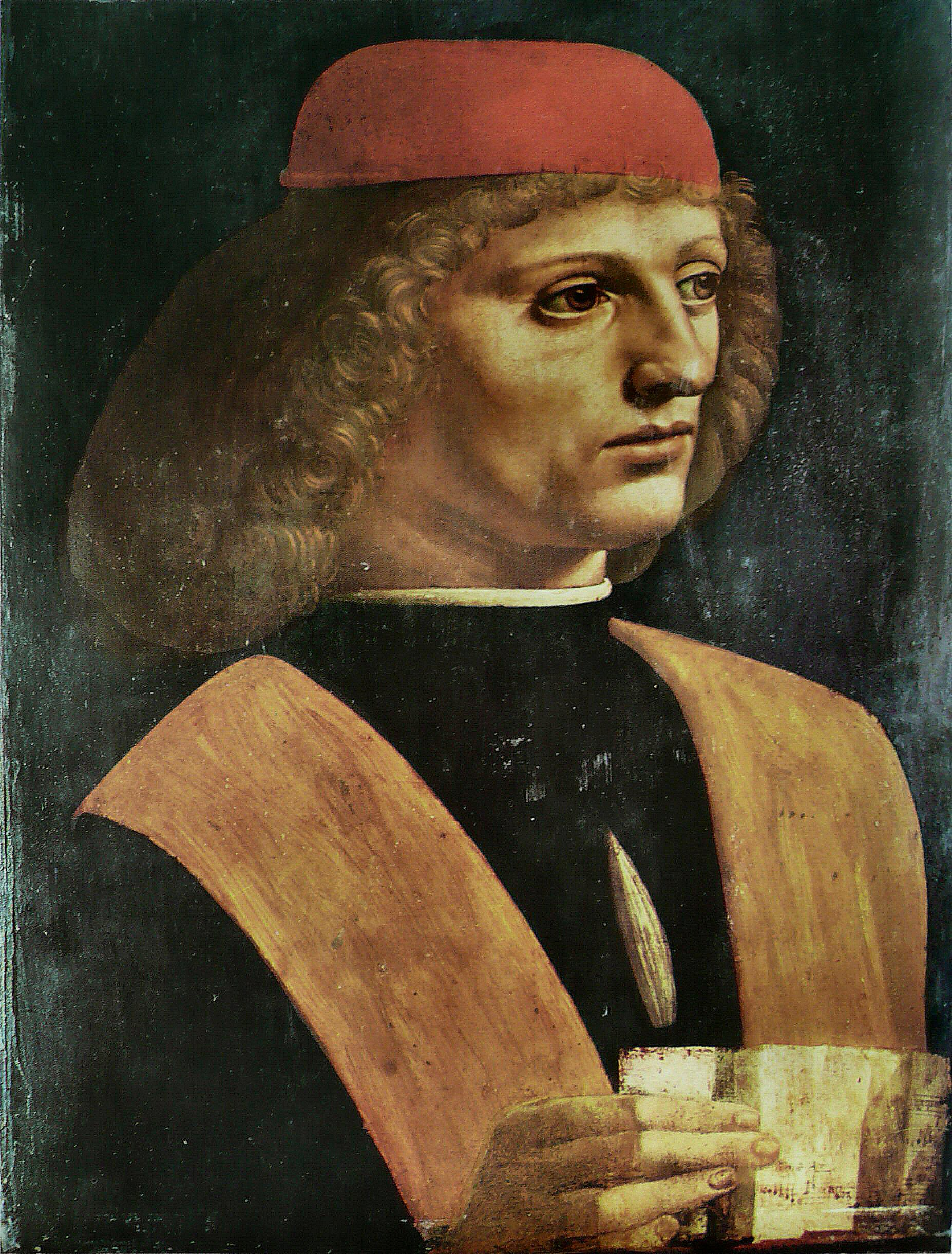
Леонардо да Вінчі. "Портрет музиканта", бл. 1485–1490
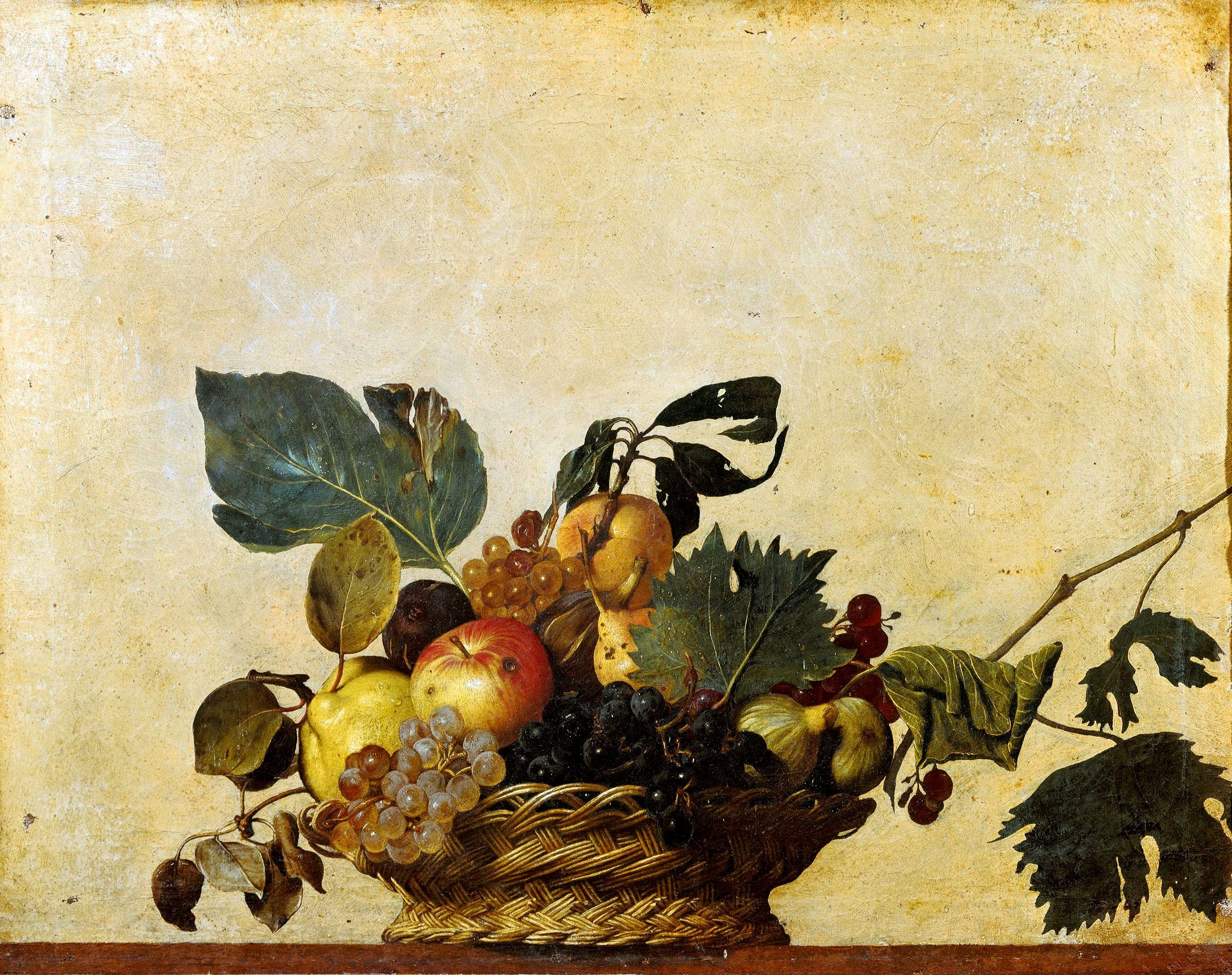
Караваджо. "Кошик із фруктами". 1599
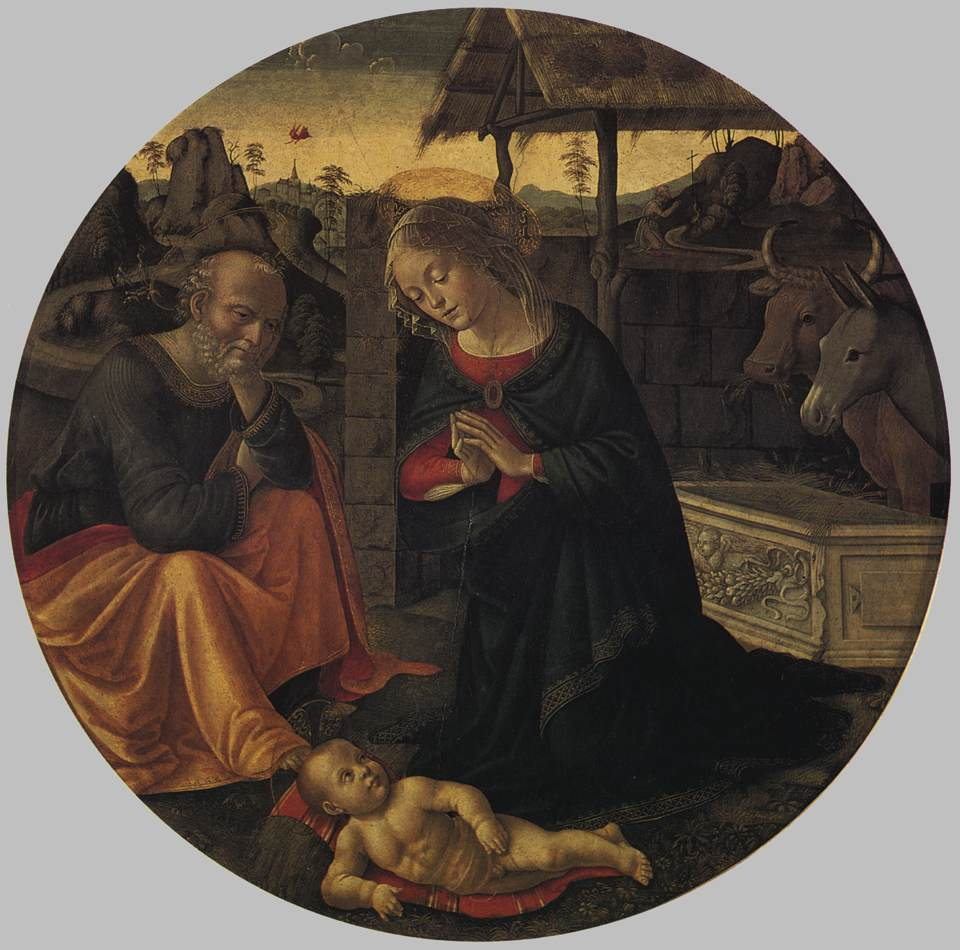
Доменіко Гірландайо. "Поклоніння немовляті Христу", 1488
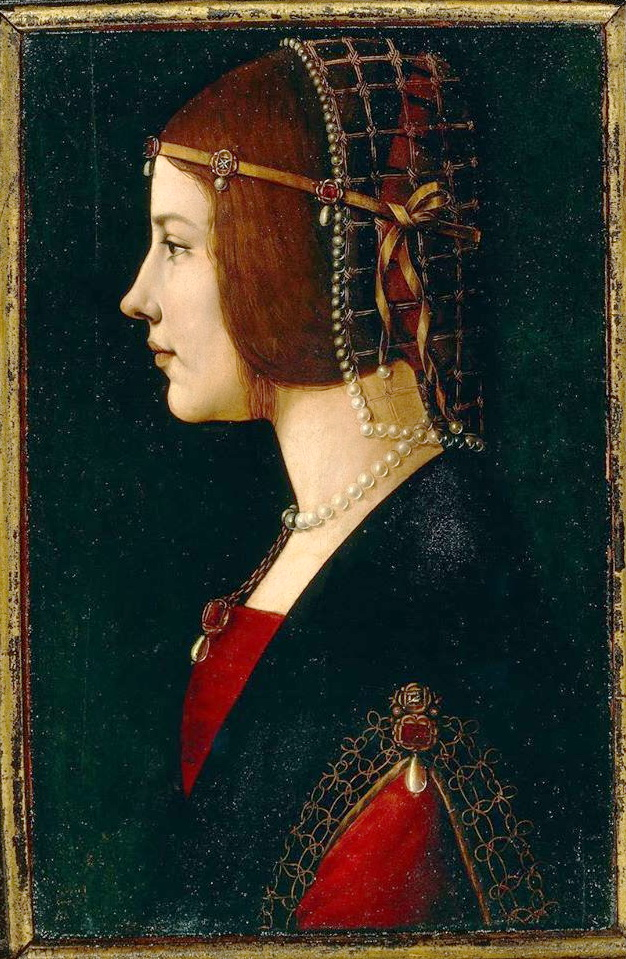
Амброджо де Предіс. "Дама з перловим намистом", бл. 1490
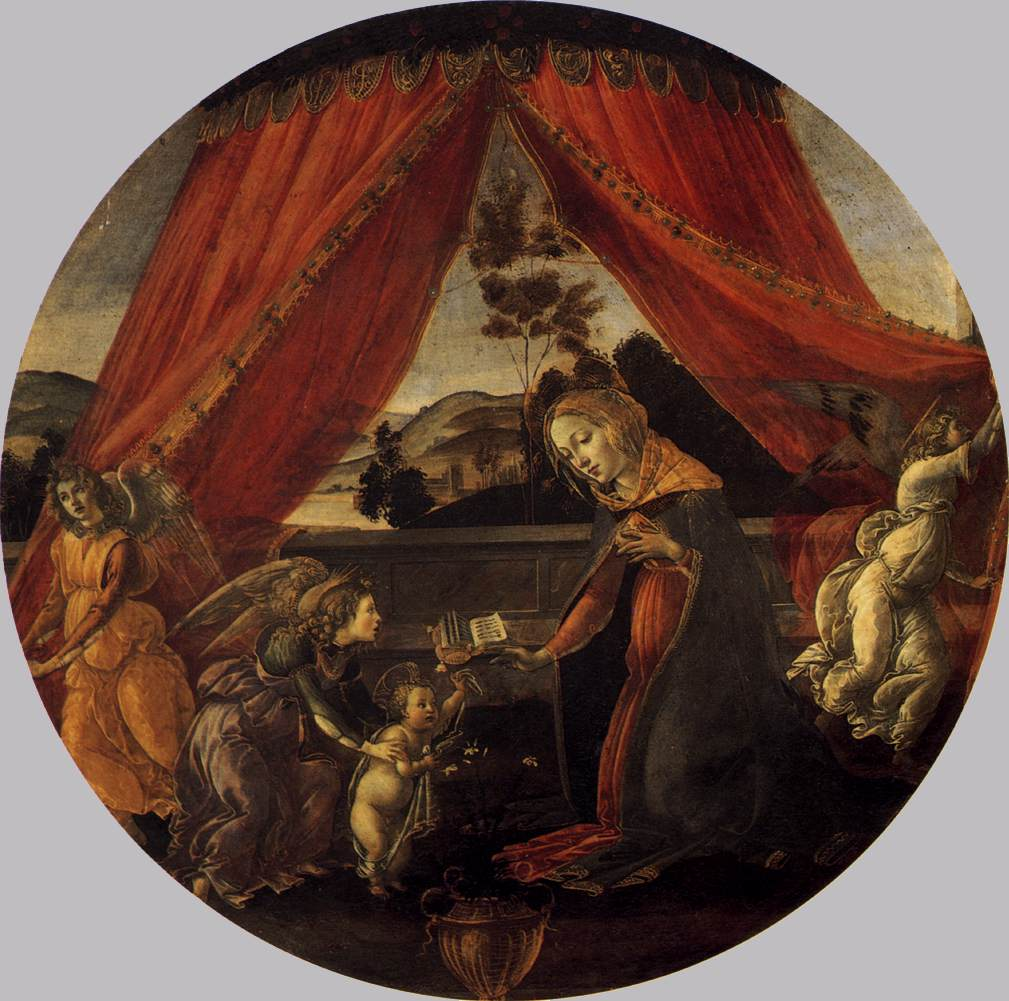
Сандро Боттічеллі. "Мадонна з немовлям Христом та трьома ангелами", бл. 1493
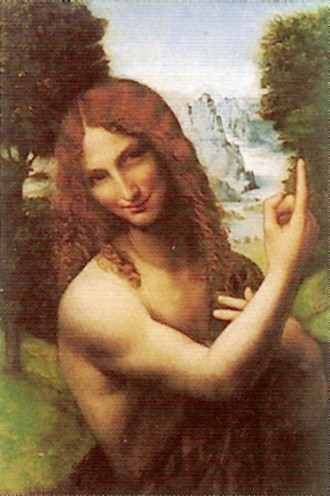
Джакомо Капротті. "Іоанн Хреститель", бл. 1510